# UTC+09:00

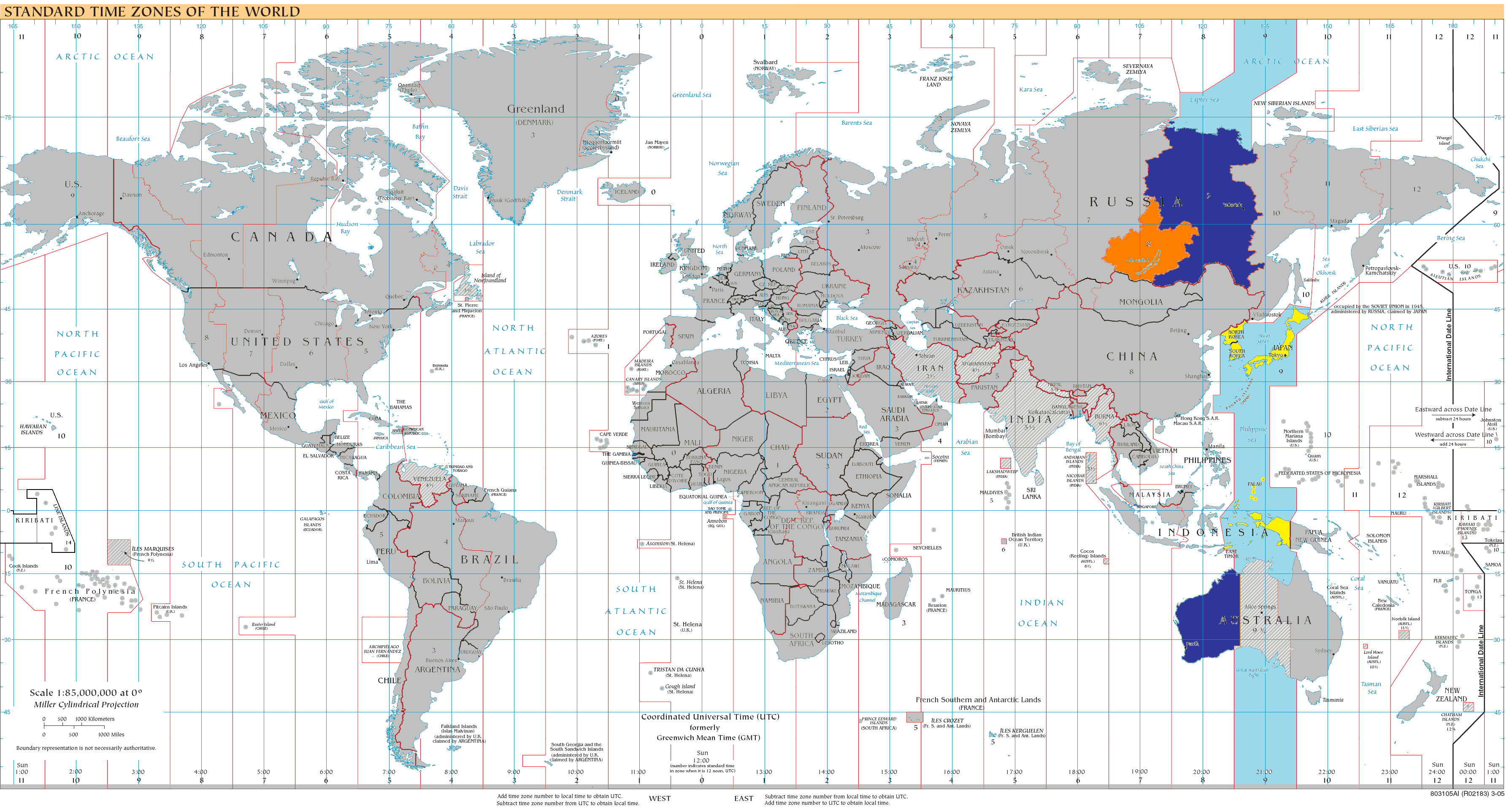
Mapa de UTC+09:00

UTC+09:00 es el décimo huso horario del planeta cuya ubicación geográfica se encuentra en el meridiano 135 este. Aquellos países que se rigen por este huso horario se encuentran 9 horas por delante del meridiano de Greenwich.

## Hemisferio norte

### Países que se rigen por UTC+09:00 todo el año
| Abreviatura | Nombre Completo                              | País |
| ----------- | -------------------------------------------- | --- |
| JST         | Hora Estándar de Japón (Japan Standard Time) | Japón |
| KST         | Hora Estándar de Corea (Korea Standard Time) | Corea del Norte Corea del Sur |
| PWT         | Hora de Palaos (Palau Time)                  | Palaos |
| YAKT        | Hora de Yakutsk (Yakutsk Time)               | Rusia - Distrito de Aldansky - Distrito de Amginsky - Distrito de Anabarsky - Distrito de Bulunsky - Distrito de Churapchinsky - Distrito de Gorny - Distrito de Khangalassky - Distrito de Kobyaysky - Distrito de Lensky - Distrito de Megino-Kangalasky - Distrito de Miminsky - Distrito de Namsky - Distrito de Nyurbisnky - Distrito de Olenyoksky - Distrito de Olyokminsky - Distrito de Suntarsky - Distrito de Tattinsky - Distrito de Tomponsky - Distrito de Ust-Aldansky - Distrito de Ust-Maysky - Distrito de Verkhnevilyuysky - Distrito de Vilyuysky - Distrito de Zhigansky - Distrito Nacional de Eveno-Bytantaysky - Yakutsk |

## Hemisferio sur

### Países que se rigen por UTC+09:00 todo el año
| Abreviatura | Nombre Completo                                      | País                           |
| ----------- | ---------------------------------------------------- | ------------------------------ |
| TLT         | Hora de Timor Oriental (East Timor Time)             | Timor Oriental                 |
| WIT         | Hora del Este de Indonesia (Eastern Indonesian Time) | Indonesia - Provincia de Papúa |